# Митрофаньевский путепровод
Митрофа́ньевский путепрово́д — автодорожный металлический балочный путепровод в Московском районе Санкт-Петербурга. Переброшен через северное полукольцо Соединительной ветки железной дороги и варшавское направление железной дороги (по номенклатуре топонимической комиссии — Соединительную и Варшавскую железнодорожные линии) над станцией Корпусный Пост в створе Митрофаньевского шоссе и Кубинской улицы.
Прежде на этом месте находился пешеходный мост. Его снесли (работы начались в 2005 году), а взамен построили полноценный четырехполосный автомобильный путепровод. Он позволил открыть транзитное движение по Митрофаньевскому шоссе и Кубинской улице, сделав из них дублер Московского проспекта. Движение по магистрали и путепроводу было открыто 10 октября 2007 года.
Проект Митрофаньевского путепровода выполнило ЗАО «Институт „Стройпроект“». Общая протяженность путепровода составляет 1198 м, длина эстакадной части — 700 м, полная ширина — 24 м, высота опор — от 4,5 до 14 м. Генподрядчиком на строительстве путепровода было ЗАО «Трест „Ленмостострой“».
15 мая 2014 года путепроводу присвоено название Митрофаньевский — по шоссе. По ошибке Митрофаньевским путепроводом также называли Ташкентский путепровод в створе Детского переулка, который снесли в 2020 году.